# Michaił Rostowcew (historyk)
Michaił Iwanowicz Rostowcew, Michael Rostovtzeff, ros. Михаи́л Ива́нович Росто́вцев (ur. 29 października?/10 listopada 1870 w Żytomierzu, zm. 20 października 1952 w New Haven) – rosyjski i amerykański historyk, archeolog i badacz antyku. 

## Życiorys
Syn Iwana, nauczyciela języków klasycznych, a później wysokiego urzędnika carskiej Rosji (tajny radca, wszedł w skład Rady Państwa Imperium Rosyjskiego). Michaił uczęszczał w latach 1881–1888 do szkoły średniej, najpierw w rodzinnym mieście, a następnie w Kijowie. W 1888 podjął studia historyczne na uniwersytecie kijowskim, od 1890 r. kontynuując je na uniwersytecie petersburskim. Po zakończeniu studiów pracował jako nauczyciel w Carskim Siole. W 1893 podróżował po Włoszech, a w 1895–1898 po wielu krajach Europy po północnej Afryce i Bliskim Wschodzie. Podróże te miały na celu zapoznanie się z zabytkami antyku oraz z badaczami tej problematyki. W 1898 uzyskał tytuł magistra, w 1903 doktora, zaś w 1908 został profesorem na uniwersytecie w Petersburgu. 
Od 1918 przybywał na emigracji w Wielkiej Brytanii, w 1920 przyjechał do Stanów Zjednoczonych i od tego roku do 1925 wykładał na University of Wisconsin-Madison. W 1925 r. został profesorem Uniwersytetu Yale. Z ramienia tej uczelni od 1927 do 1937 prowadził wykopaliska w ruinach starożytnego miasta Dura Europos, na terenie obecnej Syrii. Odkrycia dokonane podczas tych prac miały bardzo duże znaczenie naukowe i cieszyły się zainteresowaniem ówczesnych mass mediów.  
W Yale pracował do emerytury (1939 lub 1944). 
W swoich badaniach zajmował się głównie historią gospodarczą i społeczną obszarów cywilizacji świata hellenistycznego i rzymskiej.

## Wyróżnienia
- 1908 – członek korespondent rosyjskiej Cesarskiej Akademii Nauk[6]
- 1914 – członek korespondent Królewskiej Pruskiej Akademii Nauk[6]
- 1917 – członek korespondent British Academy[7]

## Wybrane publikacje
- The Birth of the Roman Empire, 1918.
- Iranians and Greeks in South Russia, Oxford: Clarendon Press 1922.
- A large estate in Egypt in the third century B.C. A study in economic history, Madison: University of Wisconsin 1922.
- Skythien und der Bosporus, 1925.
- The Social and Economic History of the Roman Empire, 1926.
- A History of the Ancient World: Volume I The Orient and Greece, Oxford: Clarendon Press 1926.
- A History of the Ancient World: Volume II Rome, Oxford: Clarendon Press 1927.
- Mystic Italy, New York: Henry Holt 1927.
- Caravan Cities, Oxford: Clarendon Press 1932.
- Dura-Europos and Its Art, 1938.
- The Social and Economic History of the Hellenistic World, Oxford: Clarendon Press 1941.